# موريس رونيه
موريس رونيه (بالفرنسية: Maurice Ronet)‏ هو مخرج وممثل فرنسي، ولد في 13 أبريل 1927 في فرنسا، وتوفي في 14 مارس 1983 بباريس في فرنسا بسبب سرطان الرئة.

## أعمال

### أفلام
- (1969) حوض سباحة
- (1979) سلالة
- (1981) أبو الهول

## وصلات خارجية
- موريس رونيه على موقع IMDb (الإنجليزية)
- موريس رونيه على موقع ألو سيني (الفرنسية)
- موريس رونيه على موقع أول موفي (الإنجليزية)
- موريس رونيه على موقع قاعدة بيانات الأفلام السويدية (السويدية)
- موريس رونيه على موقع إن إن دي بي (الإنجليزية)
- موريس رونيه على موقع قاعدة بيانات الفيلم (الإنجليزية)
- موريس رونيه على موقع كينوبويسك (الروسية)